# 西藏自治区监察委员会
西藏自治区监察委员会（藏語：བོད་རང་སྐྱོང་ལྗོངས་ལྟ་ཞིབ་ཨུ་ཡོན་ལྷན་ཁང་།），简称西藏自治区监委，是中华人民共和国西藏自治区的省级地方国家监察机关，与中国共产党西藏自治区纪律检查委员会合署办公。